# Abdoulaye Ndiaye
Abdoulaye Niakhate Ndiaye (Boune, 10 aprile 2002) è un calciatore senegalese, difensore del Parma e della nazionale senegalese.

## Caratteristiche tecniche
Difensore centrale di piede mancino, nonostante la mole imponente possiede comunque una buona tecnica di base che gli permette di impostare l'azione dalle retrovie oltre a rendersi protagonista in frequenti uscite palla al piede in fase di pulizia, inoltre la sua bravura palla al piede gli permette di realizzare una buona quantità di assist. Roccioso e aggressivo in marcatura, grazie all'altezza risulta fondamentale nel gioco aereo, caratteristica che lo aiuta ad essere anche abbastanza prolifico per il suo ruolo

## Carriera

### Club
Prodotto del settore giovanile del Dakar Sacré-Cœur, si è trasferito all'accademia giovanile dell'Olympique Lione nel 2020.
Il 16 giugno 2022, si trasferisce in prestito al Bastia in Ligue 2. Ha fatto il suo debutto con i francesi il 6 agosto 2022 nella vittoria esterna per 4-1 in campionato sul Niort il, siglando anche la rete del momentaneo 3-0.
Il 20 luglio 2023, si trasferisce al Troyes, firmando un contratto quinquennale.
Dopo un prestito al Brest, il 4 agosto 2025 passa a titolo definitivo al Parma, in Serie A, per 6,5 milioni di euro.

### Nazionale
Il 1º settembre 2023 riceve la prima convocazione con la nazionale senegalese.
Nel dicembre 2023 ha ricevuto la convocazione in vista della Coppa d'Africa 2023 disputatasi in Costa D'Avorio.
L'8 gennaio 2024 esordisce da subentrato con la nazionale senegalese nell'amichevole vinta per 1-0 contro la nazionale del Niger.

## Statistiche

### Presenze e reti nei club
Statistiche aggiornate al 4 agosto 2025.
| Stagione                 | Squadra                  | Campionato               | Campionato | Campionato | Coppe nazionali | Coppe nazionali | Coppe nazionali | Coppe continentali | Coppe continentali | Coppe continentali | Altre coppe | Altre coppe | Altre coppe | Totale | Totale |
| Stagione                 | Squadra                  | Comp                     | Pres       | Reti       | Comp            | Pres            | Reti            | Comp               | Pres               | Reti               | Comp        | Pres        | Reti        | Pres   | Reti   |
| ------------------------ | ------------------------ | ------------------------ | ---------- | ---------- | --------------- | --------------- | --------------- | ------------------ | ------------------ | ------------------ | ----------- | ----------- | ----------- | ------ | ------ |
| 2020-2021                | Olympique Lione 2        | N2                       | 2          | 0          | -               | -               | -               | -                  | -                  | -                  | -           | -           | -           | 2      | 0      |
| 2021-2022                | Olympique Lione 2        | N2                       | 15         | 0          | -               | -               | -               | -                  | -                  | -                  | -           | -           | -           | 15     | 0      |
| Totale Olympique Lione 2 | Totale Olympique Lione 2 | Totale Olympique Lione 2 | 17         | 0          |                 | -               | -               |                    | -                  | -                  |             | -           | -           | 17     | 0      |
| 2022-2023                | Bastia                   | L2                       | 28         | 1          | CF              | 1               | 0               | -                  | -                  | -                  | -           | -           | -           | 29     | 1      |
| 2023-2024                | Troyes                   | L2                       | 31         | 0          | CF              | -               | -               | -                  | -                  | -                  | -           | -           | -           | 31     | 0      |
| 2024-2025                | Brest                    | L1                       | 22         | 1          | CF              | 3               | 0               | UCL                | 2                  | 0                  | -           | -           | -           | 27     | 1      |
| 2025-2026                | Parma                    | A                        | -          | -          | CI              | -               | -               | -                  | -                  | -                  | -           | -           | -           | -      | -      |
| Totale carriera          | Totale carriera          | Totale carriera          | 98         | 2          |                 | 4               | 0               |                    | 2                  | 0                  |             | -           | -           | 104    | 2      |

### Cronologia presenze e reti in nazionale
| Cronologia completa delle presenze e delle reti in nazionale ― Senegal | Cronologia completa delle presenze e delle reti in nazionale ― Senegal | Cronologia completa delle presenze e delle reti in nazionale ― Senegal | Cronologia completa delle presenze e delle reti in nazionale ― Senegal | Cronologia completa delle presenze e delle reti in nazionale ― Senegal | Cronologia completa delle presenze e delle reti in nazionale ― Senegal | Cronologia completa delle presenze e delle reti in nazionale ― Senegal | Cronologia completa delle presenze e delle reti in nazionale ― Senegal |
| Data                                                                   | Città                                                                  | In casa                                                                | Risultato                                                              | Ospiti                                                                 | Competizione                                                           | Reti                                                                   | Note                                                                   |
| ---------------------------------------------------------------------- | ---------------------------------------------------------------------- | ---------------------------------------------------------------------- | ---------------------------------------------------------------------- | ---------------------------------------------------------------------- | ---------------------------------------------------------------------- | ---------------------------------------------------------------------- | ---------------------------------------------------------------------- |
| 8-1-2024                                                               | Diamniadio                                                             | Senegal                                                                | 1 – 0                                                                  | Niger                                                                  | Amichevole                                                             | -                                                                      | 46’                                                                    |
| Totale                                                                 |                                                                        | Presenze                                                               | 1                                                                      |                                                                        | Reti                                                                   | 0                                                                      |                                                                        |